# Pristimantis spectabilis
Pristimantis spectabilis es una especie de anfibio anuro de la familia Craugastoridae.

## Distribución geográfica
Esta especie es endémica de la provincia de Oxapampa en la región de Pasco en Perú. Se encuentra en Santa Bárbara a 3300 m sobre el nivel del mar en la Cordillera Oriental.

## Descripción
El holotipo femenino mide 22 mm.

## Publicación original
- Duellman & Chaparro, 2008: Two distinctive new species of Pristimantis (Anura: Strabomantidae) from the Cordillera Oriental with a distributional synopsis of strabomantids in Central Peru. Zootaxa, n.º 1918, p. 13-25.[6]